# Lake Mattamuskeet
Lake Mattamuskeet es un territorio no organizado  ubicado en el  condado de Hyde en el estado estadounidense de Carolina del Norte. En el año 2010 tenía una población de 7 habitantes.

## Geografía
El territorio de Lake Mattamuskeet se encuentra ubicado en las coordenadas 35°31′45.15″N 76°13′43.92″O / 35.5292083, -76.2288667.